# Uniwersytet Śląski w Opawie
Uniwersytet Śląski w Opawie (cz. Slezská univerzita v Opavě) – jeden z młodszych uniwersytetów w Czechach; założony po upadku komunizmu w Czechosłowacji, 17 listopada 1989.

## Historia
W latach Praskiej wiosny (1968–1969) pojawiły się plany utworzenia w Opawie samodzielnego Uniwersytetu, plany te porzucono jednak po powrocie politycznej „normalności” za sprawą Gustava Husáka i powrócono do nich dopiero 20 lat później 17 listopada 1989, po zakończeniu okresu sowiecko-komunistycznych rządów. Pokonanie oporów przeciwników uniwersytetu w Opawie nie było też w 1989 r. łatwe. Dyskusje i spory trwały prawie dwa lata, a ostateczne założenie uniwersytetu odbyło się niejako w dwóch etapach. 17 września 1990 Ministerstwo Oświaty, Młodzieży i Sportu, powołało w Opawie wydziały filozoficzno-przyrodnicze i ekonomiczny w Karwinie. Pierwsi studenci rozpoczęli tam naukę 8 października 1990. A dopiero 9 lipca 1991 po uporczywych staraniach miasta Opawy czeski rząd wydał rozporządzenie o powstaniu Śląskiego Uniwersytetu z siedzibą w Opawie, które weszło w życie 28 września 1991.
20 maja 2005 r. w Uniwersytecie Śląskim odbył się Dzień Uniwersytetu Śląskiego w Opawie (Slezské Univerzity v Opavě). Święta obu placówek organizowane są przy współpracy Uniwersytetów: Śląskiego w Katowicach, Śląskiego w Opawie, Opolskiego, Ostrawskiego, Wrocławskiego i Akademii Ekonomicznej w Katowicach. Wydarzenie ma na celu zacieśnienie współpracy pomiędzy uczelniami regionu.

## Wydziały

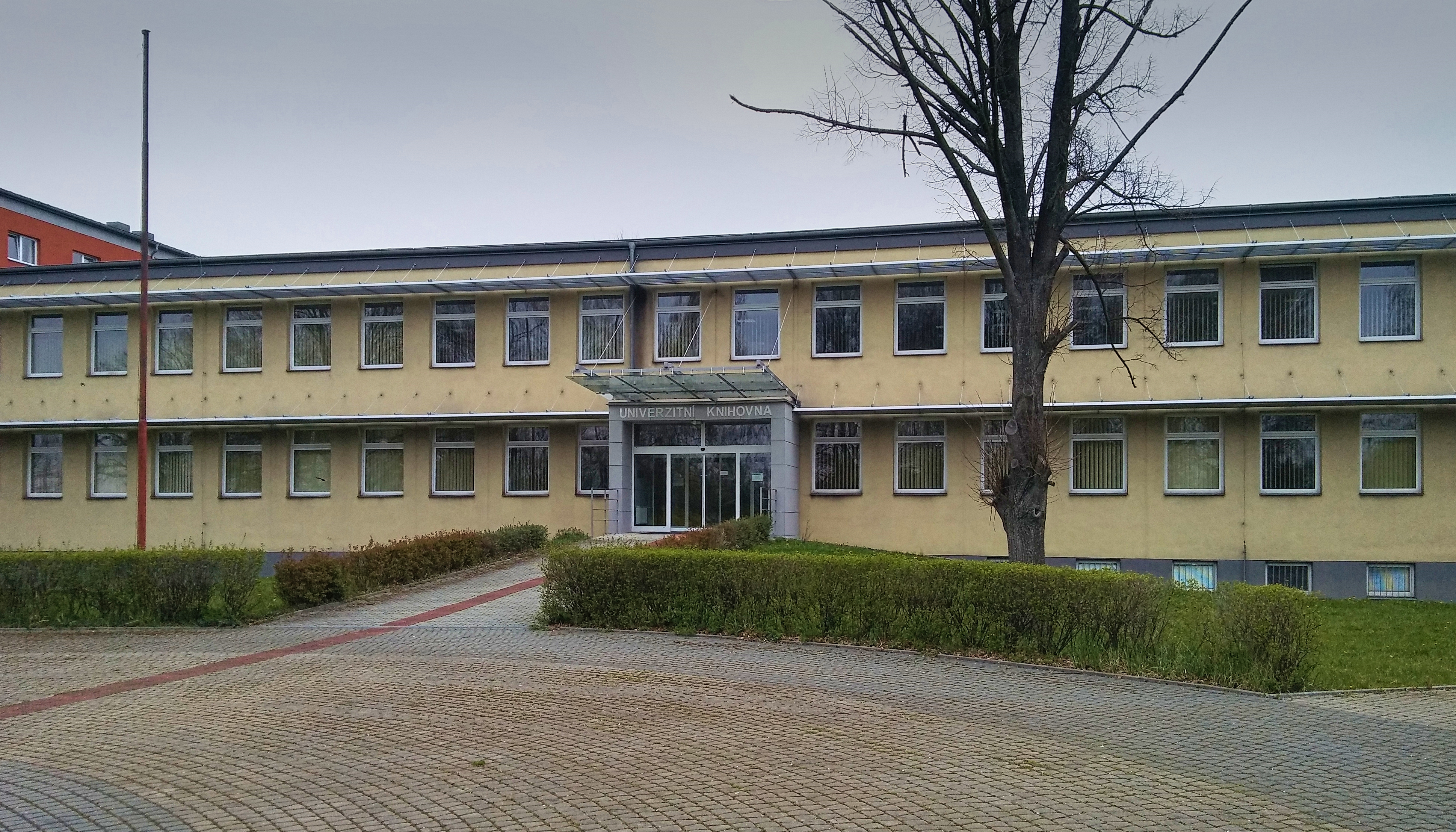
Biblioteka uniwersytecka w Karwinie (2019)

W Uniwersytecie w Opawie można studiować na kierunkach filozoficznych, przyrodniczych, ścisłych i ekonomicznych. W 2006 r. studiowało na nich ok. 4000 studentów w oddziałach w Opawie, Karniowie i Karwinie. Uczelnia jest również siedzibą Instytutu Fotografii Kreatywnej.